# Les femmes artistes d'Europe exposent au Jeu de Paume
Les femmes artistes d'Europe exposent au Jeu de paume est le titre d'une exposition organisée au Jeu de paume (à l'époque le musée des écoles étrangères contemporaines), à Paris, en France, du 11 au 28 février 1937.
Pour la première fois en France, une exposition est consacrée à des artistes femmes contemporaines et internationales, ainsi qu'à leur production, afin de souligner leur existence et leur modernité. L'exposition regroupe 550 œuvres dont les créatrices sont originaires de 15 pays.

## Contexte
En 1897, l'École nationale supérieure des Beaux-Arts ouvre progressivement ses portes aux femmes, à la suite des revendications de la sculptrice Hélène Bertaux, fondatrice de l'Union des Femmes Peintres et Sculpteurs (U.F.P.S). Hanna Hirsch-Pauli (1862-1940) présente son travail à l'Exposition universelle de 1889 et  Georges Achille-Fould (1865-1951) à celle de 1900. En 1903, les femmes sont autorisées à concourir au Prix de Rome.
L'Entre-deux-guerres, pour les femmes, se caractérise par une grande ambivalence. Les victoires législatives en matière d'égalité et une prise de conscience par les femmes de leurs capacités et de leurs droits s'accompagnent d'une série de mesures destinées à maintenir avec rigueur l'ordre traditionnel de la société où la place de la femme est à la maison pour enfanter et materner.
Les sociétés professionnelles de femmes artistes se constituent en Europe ou aux États-Unis pendant l'Entre-deux-guerres, afin de revendiquer l'égalité, la représentativité, la mise en valeur et la professionnalisation des artistes femmes. Ce sont ces associations artistiques qui sont à l'initiative de la conception et de l'organisation de l'exposition. 
En 1937, deux évènements majeurs symbolisent la mise en valeur des créatrices en France : Les femmes artistes d’Europe exposent au Jeu de paume du 11 au 28 février, et l’Exposition internationale des Arts et des Techniques du 25 mai au 25 novembre, où de nombreuses femmes répondent à des commandes ou exposent. 
L'exposition est placée sous une double présidence : André Dezarrois, conservateur du Jeu de paume et Antonietta Paoli Pogliani, présidente du comité international des beaux-arts et de l'union féminine des carrières libérales et commerciales. Le comité d'organisation comprend Rose Valland, conservatrice au Jeu de Paume, la photographe Laure Albin-Guillot, l'artiste Marie-Anne Camax-Zoegger, présidente de la Société des femmes artistes modernes (F.A.M.), fondée en 1930.
Une exposition d’œuvres d'artistes femmes de cette ampleur n'a plus lieu ensuite avant 1976 et l'exposition Women Artists: 1550-1950 de Los Angeles.

## Artistes exposées
Quinze nations sont représentées dans les salles du Jeu de paume. Si l'Italie fasciste s'engage dans l'organisation même de l'exposition (Antonietta Paoli Pogliani est une des principales organisatrices), l'Allemagne nazie et l'Espagne en pleine guerre civile décident de ne pas participer.
Ouvrant avec une rétrospective consacrée à une dizaine d'artistes disparues quelques années avant, l'exposition montre 550 œuvres de peinture, sculpture, arts décoratifs, dessins, gravures et aquarelles de plus de 100 artistes à côté de celles déjà internationalement célèbres à l'époque : c'est le cas par exemple de Vanessa Bell, Marie Laurencin, Suzanne Valadon, Laure Albin-Guillot, Adriana Pincherle, Tamara de Lempicka ou Nathalie Gontcharoff.
L'exposition se conclut avec une « salle internationale » avec des artistes dont la section nationale n'est pas représentée. Dans cette salle sont exposées les œuvres des artistes provenant de plusieurs pays du monde, tels que la Russie, le Japon, les États-Unis, la Grèce avec également quelques noms allemands et espagnols. Parmi ces artistes, se trouvent Cecilia Beaux, Romaine Brooks, Alexandra Exter et Natalia Gontcharova (Nathalie Gontcharoff).

### Liste complète des artistes exposées

#### Rétrospective
Selon le catalogue de l'exposition, une rétrospective est consacrée aux dix artistes suivantes :
- la Française d'origine russe Marie Bashkirtseff († 1884),
- l'Espagnole María Blanchard († 1932),
- la Suisse Louise Catherine Breslau († 1927),
- l'Américaine Mary Cassatt († 1926),
- les Françaises Lucie Cousturier, Julia Beatrice How[Note 1], Jacqueline Marval, Berthe Morisot, Jane Poupelet et Vera Rockline.

#### Angleterre
Vanessa Bell, Emily Beatrice Bland, Elisabeth Boyd, Janet Clerk, Bessie Davidson, Campbell Dodgson, Meraud Guevara, Una Grey, Laura Knight, Le Gallien, Cathleen Mann, Kathleen O'Connor, Elisabeth Rackham, Annie Swynnerton, Ethel Walker, Anna Zinkeisen.

#### Belgique
Juliette Cambier, Cécile De Coene, Suzanne Cocq, Angelina Drumaux, Juliette Emery-Moens, Suzanne Fabry (BNF 14487369), Alice Frey, Marie Hovet, Lucie Jacquart, Jeanne Kerremans, Mercédès Legrand, Éliane de Meuse, Mathilde de Monceau, Jenny Montigny, Marguerite Putsage, Henriette Singer (cy), Marie Sterckmans, Andrée Verneuil, Édith Vaucamps (BNF 16637751), Mary van de Woestijne, Cécile Cauterman, Valentine Bender.

#### Finlande
Aino Alli, Ester Helenius, Sigrid Schauman, Helene Schjerfbeck, Inni Siegberg, Hilda Sjöblom, Venny Soldan-Brofelt, Signe Tandefelt, Eva Gilden, Gerda Quist, Essi Renvall, Viivi Wallgrenn.

#### France
Suivant le catalogue établi :
- Peinture

```
invitées:
```

- - Marie-Antoinette Boullard-Devé[Note 5],
  - Laure Bruni,
  - Marie-Anne Camax-Zoegger,
  - Émilie Charmy,
  - Chériane,
  - Jeanne Judith Croulard,
  - Hermine David,
  - Thérèse Debains,
  - Angèle Delasalle,
  - Hélène Dufau,
  - Odette Des Garets,
  - Mary Georges,
  - Louise Hervieu,
  - Jasmy,
  - Andrée Joubert,
  - Adrienne Jouclard,
  - Marie Laurencin,
  - Suzanne Lalique,
  - Madeleine Luka,
  - Hélène Marre,
  - Marie Mela Muter,
  - Valentine Prax,
  - Yvonne Ripa de Roveredo,
  - Val,
  - Suzanne Valadon,

admises par le jury:
- - Myriam Dière,
  - Mathilde Delattre,
  - Suzanne Duchamp,
  - Denise Fleury,
  - Henriette Gröll,
  - Émilie Landau,
  - Edmée de La Rochefoucauld,
  - Andrée Limozin-Balas,
  - Berthe Mouflard,
  - Louise Pascalis[11],
  - Pauline Peugniez,
  - Marie-Louise Pichot
  - Sabine René-Jean[Note 6],
  - Anne Santin,
  - Madeleine Smith-Champion[12],
  - Suzanne Tourte,
  - Christiane Warnod[Note 7].
- Sculpture
  - Invitées : 
    - Jeanne Bardey,
    - Antoinette Champetier de Ribes,
    - Camille Claudel,
    - Tatiana Alalou-Jonquières[Note 8],
    - Berthe Martinie,
    - Chana Orloff,
    - Anna Quinquaud,
    - Germaine Richier,
    - Yvonne Serruys,

  - Admises par le jury :
    - Anna Bass,
    - Marguerite de Bayser-Gratry,
    - Marguerite Cousinet,
    - Adrienne Le Vasseur Portal.
- Arts décoratifs, dessins, gravures
  - Invitées
    - Rose Adler,
    - Laure Albin-Guillot,
    - Charlotte Alix,
    - Jeanne Burat,
    - Guidette Carbonell,
    - Antoinette Cerutti[13],
    - Dolly Chareau[Note 9],
    - Marie Chauvel,
    - Colette Guéden[Note 10],
    - Hélène Henry,
    - Louise Catherine Ibels[14],
    - Paule Ingrand[Note 11],
    - Jeanne Laurent[15],
    - Denise Malette[Note 12]
    - Paule Marrot,
    - Lucie Renaudot[Note 13].

#### Pays-Bas
Lizzy Ansingh, Jo Bauer-Stumpff (en), Van den Berg, Else Berg, Jeanne Bieruma Oosting (en), Ina Hooft (nl), M.C. Altena Reteren, Henriette Lucardie Reuchlin, Coba Ritsema (en), Sorella (nl), Jacoba Surie (en), Charley Toorop, M. Vlielander Hein, Betsy Westendorp-Osieck (nl), Beyerman L., Corry Defais Van Dyck, Charlotte van Pallandt, Gra Rueb (nl), Henriëtte Vaillant (nl), Lea Halpern (nl).

#### Hongrie
Lilly Arkay Szthelo (hu), Edith Basch, Judith Beck, Lilly Brody Pollatschek, Maria Wildner Glatz, Esther Hollos Mattioni, Jozsa Jaritz, Ilse Kuhner, Ilona Marsovsky, Maria Modok (hu), Maria Peter, Klara Schlossberger, Olga Székely-Kovács, Anna Bartoniek, Noémi Ferenczy, Ester Hollos Mattioni, Anna Lesznai, Angéla Szuly (hu), Klara Tudos, Erszebet Wiel, Lenke Foldes, Margit Kovács, Elza Koveshazi, Eva Iote, Alice Lux (hu), Gina Kernstok Stricker, Erzsébet Schaár, Maria Rahmer.

#### Italie
Wanda Biagini, Edwige Campogrande, Dora Hanno, Daphne Maugham Casorati, Karen Kaxrud, Leonor Fini, Ella Krosby, Lyda de Francisci, Helene Meilstrup, Maria di Vecchio, Marie Louise Middelthon, Pinetta Colonna Gamero, Christiane Olberg, Elisabetta Keller, Signy Willums, Paola Levi-Montalcini (en), Paola Gin Litta Modignani, Tina Menney, Marisa Mori, Natalia Moli, Ida Patrizio, Adriana Pincherle, Isabella Pirovano, Luciana Reutern, Eva Quajotto, Gina Ventura, Rosita Cucchiari, Antonietta Paoli Pogliani, Evelin Scarampi, Emilia Bellini, Rosita Cucchiari, Amalia Panigati, Anita Pittoni, Gina Severini, Lenci Scavini, Maria Signorelli.

#### Pologne
Zofia Albinowska-Minkiewiczowa, Sonia Lipska, Nina Alexandrowicz, Hanna Nałkowska (pl), Nina Barcinska, Ludwika Nitschowa (pl), Olga Boznańska, Stanisława Centnerszwerowa (pl), Hanna Cybisowa, Pia Górska (pl), Alice Halicka, Sophie Katazynska Pruszkowska, Michalina Krzyżanowska (pl), Tamara de Lempicka, Sonia Lewitska, Irena Lorentowicz (pl), Maria Ewa Łunkiewicz-Rogoyska, Maryla Oppenheim Spaet, Halina Pol, Dorota Seydeman.

#### Roumanie
Lucia Balocesco, Ecaterina Delghios, Moga Dumitresco, Micaela Eleutriade, Olga Greceanu (ro), Magda Iorga, Juliette Orasiano, Florenta Pretorian, Elena Popea, Cecilia Cuțescu-Storck.

#### Suède
Maj Bring (sv), Mollie Faustman, Sigrid Hjertén, Tora Vega Holmström, Greta Knutson, Vera Nilsson (sv), Siri Derkert.

#### Suisse
Hanni Bay (de), Berth Dubois, Trudy Egender-Wintsch, Gertrud Escher, Marguerite Frey-Surbek, Nanette Genoud, Marguerite Hammerli, Marie Lotz, Esther Mengold, Amy Moser, Martha Pfannenschmid (de), Suzanne Schwob.

#### Tchécoslovaquie
Ivanka Bukavacova, Ester Fridrikova, Jana Hladikova, Božena Jelínková-Jirásková (cs), Bela Kasparova, Klenkova, Bozena Matejovska, Fina Maternova, Julie Winterová-Mezerová (cs), Marie Neubertova, Charlotte Schrötter-Radnitz (de), Anna Rosova, Marta Rozankova Drabkova, Milada Špálová (cs), Helena Šrámková (cs), Sláva Tonderová-Zátková (cs), Hanna Zwillinger Gabert.

#### Salle Internationale
Cecilia Beaux (États-Unis), Romaine Brooks (États-Unis), Georgette Chen (Chine), Suzanne Eisendieck (Allemagne), Alexandra Exter (Russie), Natalia Gontcharova (Russie), Veronique Honcka (Allemagne), Shoha Ito (Japon), Barbara Konstant (Russie), Kohno Okanouye (Japon), Mariette Lydis (Autriche), Maruja Mallo (Espagne), Kate Munzer (Allemagne), Zinaïda Serebriakova (Russie), Lilly Steiner (Autriche), Bernice Bertha Taylor (États-Unis), Julia Theophylactos (Grèce), Rosario de Velasco (Espagne), Cléo Beclemicheff (Russie), Roberta Gonzalez (Espagne), Mariette Mills (États-Unis), Raika Mertchep (Yougoslavie)

## Postérité
L'exposition est transférée pendant l'été 1937 à Prague, sous le nom de Les femmes artistes d'Europe exposent à l'Exposition de Prague.
Elle est transférée au MET à New York. 
38 ans après, en 1975, l'exposition Femmes au présent : Exposition internationale itinérante d’art contemporain montre en France le travail des artistes femmes.
Encore vingt ans plus tard, en 1997, le Magasin de Grenoble monte la première exposition mettant en lumière les revendications politiques et féministes des plasticiennes : Vraiment : féminisme et art.